# Красный Партизан (Донецкая область)
Кра́сный Партиза́н (укр. Кра́сний Партиза́н) / Бе́тманово (укр. Бе́тманове) — посёлок в Ясиноватском районе Донецкой области Украины. С января 2015 года находится под контролем самопровозглашённой Донецкой Народной Республики.

## География
К западу и северо-западу от населённого пункта проходит линия разграничения сил на Донбассе (см. Второе минское соглашение).

## История
Точная дата основания поселения неизвестна, но во второй половине XIX века оно уже существовало. Первоначально хутор назывался Батманка по протекающей рядом речке Батмановке. Затем хутор переименовали в Михайловку, в честь владельца этих земель земского начальника Михаила Пестерова.
В 1923 году Районный комитет рабочих, крестьянских и красноармейских депутатов Авдеевской волости ходатайствовал  о переименовании в Батманку. В том же году хутор был назван Красный Партизан.
22 Января 2015 года бойцы ДНР начали наступление на блокпост, находящийся недалеко от населенного пункта Красный Партизан в ходе которого заняла блокпост и сам населенный пункт, оттеснив ВСУ в Верхнеторецкое. Блокпост защищали 24 бойца, 14 из которых попали в плен, а 4 были убиты. Остальным десяти бойцам удалось спастись.
12 мая 2016 года Верховная Рада Украины присвоила посёлку Красный Партизан название Бетманово в рамках кампании по декоммунизации на Украине. Переименование не было признано властями самопровозглашенной ДНР.

## Население
Население по переписи 2001 года составляло 913 человека.

## Достопримечательности
В посёлке Красный Партизан находится Свято-Александро-Невский храм Ясиноватского благочиния Донецкой епархии Украинской православной церкви. В результате обстрела сгорел 19 октября 2015 года. Ведётся восстановление.